# Leptanthura kapala
Leptanthura kapala är en kräftdjursart som beskrevs av Gary C.B. Poore 1978. Leptanthura kapala ingår i släktet Leptanthura och familjen Leptanthuridae. Inga underarter finns listade i Catalogue of Life.